# Gozå
La gozå orthographiée aussi goza, gozâ, gozåd ou golza est une pâtisserie belge fabriquée et consommée en province de Liège ainsi qu'en Ardenne belge.
« Gozå » est un mot wallon dont l'origine n'est pas bien définie. La gosette, autre pâtisserie de la région, tirerait son nom de la gozå.
La gozå est une tarte aux pommes et aux raisins de Corinthe. Ces fruits sont le plus souvent épicés de cannelle. Cette tarte est couverte d'une couche de pâte dorée avec de l'œuf battu.